# Formica tripartita
Espèce
Formica tripartita est une espèce fossile de fourmi du genre Formica dans la tribu des Formicini.

## Classification
L'espèce Formica tripartita est décrite en 1937 par le paléontologue français Nicolas Théobald (1903-1981) dans sa thèse,. 

### Fossiles
L'holotype R386 femelle, de l'ère Cénozoïque, et de l'époque Oligocène (33,9 à 23,03 Ma.) vient de la collection Mieg, collection conservée au Musée d'histoire naturelle de Bâle. Ce spécimen proviennent du gisement de Kleinkembs éocène, dans le Bade-Wurtemberg, au sud de la frontière franco-allemande du Rhin. Il a sept cotypes R386, 6, 187, 452, 534, 292 (?), 556 de la même provenance que l'holotype. Il y a aussi un holotype male R535 avec un seul cotype R706.

### Étymologie
L'épithète spécifique tripartita signifie en latin « divisé en trois parties ».

## Description

### Caractères
La diagnose de Nicolas Théobald en 1937, : Pour l'holotype femelle R386 

« Insecte de petite taille, corps brun noirâtre, pattes brunes, ailes transparentes à nervures jaunes. Tête large, face postérieure droite, coins postérieurs arrondis; yeux de forme ovale, placés vers le milieu de la tête; clypeus large, mandibules proéminentes, très finement dentées; arêtes frontales divergentes en arrière; antennes jaune clair, insérées aux angles postérieurs du clypeus; antennes coudées, scape cylindrique, de même longueur que la tête; funicule filiforme, un peu plus long que le scape, segments non visibles. Cou net. Thorax ovale, plus large que la tête; pronotum à peine apparent sur la face dorsale; mésonotum large; scutellum trapézoïdal, arrondi à l'arrière; épinotum large en forme de triangle curviligne, la pointe est dirigée vers l'arrière et tronquée à son sommet. Pétiole formé d'un segment transversal. abdomen allongé, légèrement ovoïde; 5 segments; le 1er montre deux dépressions résultant probablement des empreintes des pattes; le dernier, court, porte une aire pygidiale, longitudinale, ovale, entourée de cils. pattes brunes; cuisses fortes; tibias allongés. ailes transparentes, seule la base est conservée; 1 cellule discoïdale fermée. ».

 

Pour l'holotype mâle R535 

« Insecte identique au précédent. Abdomen de forme plus allongée. 6 segments. Ailes manquent sur 535, mais existant sur 706; pattes bien conservées; cuisses fortes; tibias cylindriques. ».

### Dimensions
La longueur totale est de 4-6 mm pour l'holotype femelle R386.
La longueur totale est de 4-4,5 mm pour l'holotype mâle R535.

### Affinités
Pour l'holotype femelle R386 

« Appartient certainement au groupe des Formicinae. Se distingue des Formicinae de l'ambre de Baltique ; n'a pu être rapproché d'aucune forme actuelle. ».

Pour l'holotype mâle R535 

« Semble identique à la forme précédente. Autres échant. R706.
Remarque : Formica tripartita est très voisin de F. flori, décrit plus haut. mais la taille est très inférieure. L'abdomen est plus ovoïde et le premier segment a un aspect particulier. C'est pourquoi nous l'avons décrit sous un autre nom. ».

## Galerie
- fossiles Formica tripartita en 1937 selon N. Théobald, Hyménoptères du Sannoisien de Kleinkembs
- Formica tripartita femelles éch R386 & R6.
- Formica tripartita male éch R556 & femelle R535.

- Quelques images de l'espèce vivante Formica rufa.
- Formica rufa, ouvrière
- Formica rufa, ouvrière
- Formica rufa, ouvrière
- Formica rufa fourmilière
- Ouvrières dans leur fourmilière
- Ouvrière, sur mûrier
- Ouvrières, sur mûrier
- Ouvrières transportant un ver
- Dôme construit contre un tronc d'arbre

### Publication originale
- [1937] Nicolas Théobald, « Les insectes fossiles des terrains oligocènes de France 473 p., 17 fig., 7 cartes,13 tables, 29 planches hors texte », Bulletin Mensuel de la Société des Sciences de Nancy et Mémoires de la Société des sciences de Nancy, Imprimerie G. Thomas,‎ 1937, p. 1-473 (ISSN 1155-1119 et 2263-6439, OCLC 786027547). .